# Bad Krozingen
Bad Krozingen è una città e località termale situata nel Land tedesco del Baden-Württemberg e più precisamente nel circondario della Brisgovia-Alta Foresta Nera.

## Geografia fisica
Bad Krozingen è situata nella regione della Brisgovia 15 km circa a sud di Friburgo e a circa 45 km da Basilea. La cittadina è situata nel centro di una regione collinare e vinicola chiamata Markgräflerland.

## Storia
La zona di Bad Krozingen era già nota ai romani per le sue fonti termali, la prima citazione della località chiamata "Scrozzinca" risale all'807. In epoca moderna l'inizio dello sfruttamento delle fonti termali risale al 1911 quando, alla ricerca di petrolio e di sali vennero rinvenute fonti di acqua calda ricche di anidride carbonica, nel 1933 le venne conferito l'appellativo di "Bad" assegnato in Germania alle località dotate di fonti termali.

## Monumenti ed attrazioni
Il piccolo centro cittadino non presenta particolari attrazioni a parte una piccola zona pedonale molto curata e un ampio parco nel quale si trova il Kursaal. Attualmente vi si trovano numerosi stabilimenti termali, cliniche di riabilitazione e case di cura. L'acqua termale di Bad Krozingen è una delle più ricche di anidride carbonica in Europa.
Nella cappella romanica Glöcklehofkapelle (risalente al IX/X secolo) si trovano degli affreschi con una delle più antiche raffigurazioni di Cristo a nord delle Alpi.

## Amministrazione

### Gemellaggi
Bad Krozingen è gemellata con due città:
- Gréoux-les-Bains
- Esparron-de-Verdon